# Maurice Lafont
Maurice Lafont (* 13. September 1927 in Villeneuve-Saint-Georges, Val-de-Marne; † 8. April 2005) war ein französischer Fußballspieler und -trainer.

## Im Verein
Der Mittelläufer, dessen Eltern während der deutschen Besetzung nach Südfrankreich gezogen waren, spielte in der Jugend und als Jungerwachsener beim CS Cheminots, einem Eisenbahner-Sportverein in Nîmes. 1950 wechselte er zum Lokalrivalen Olympique Nîmes, für den er im April 1950 sein erstes Spiel in der Division 1 absolvierte. Ein Jahr darauf wurde er an den Zweitligisten FC Grenoble ausgeliehen, wurde 1952 aber ins Languedoc zurückgeholt, etablierte sich dort schnell als Stammspieler und trug wesentlich dazu bei, dass Olympique sich zu einer der stärksten französischen Mannschaften der 1950er Jahre entwickelte. Für einen Meistertitel langte es aber ebenso wenig wie für einen Pokalsieg: 1958 und 1959 wurde Maurice Lafont mit seiner Mannschaft jeweils Vizemeister, 1958 verlor Olympique Nîmes zudem das Endspiel gegen den Doublé-Gewinner Stade Reims mit 1:3. Der Abwehrspieler wurde allerdings mit dem Étoile d’Or 1957/58 ausgezeichnet.
Nach insgesamt 230 Erstligaspielen, in denen ihm auch acht Treffer gelungen waren, wechselte er 1959 zum Ligakonkurrenten SC Toulon, bei dem er an der Seite seines kurzzeitigen Nationalmannschaftskollegen Jean-Jacques Marcel 14 weitere Punktspiele mit zwei Torerfolgen verbuchte, den Abstieg des Klubs aber nicht verhindern konnte. Nachdem Toulon der sofortige Wiederaufstieg misslang, kehrte Lafont 1961 in die Division 1 zurück; allerdings wurde er bei Stade Olympique Montpelliérain nicht mehr in der Ligaelf eingesetzt und beendete deshalb als 34-Jähriger seine Spielerkarriere.

### Stationen
- CS Cheminots Nîmois (bis Anfang 1950)
- Olympique Nîmes (1950/51)
- FC de Grenoble (1951/52)
- Olympique Nîmes (1952–1959)
- SC Toulon (1959–1961)
- Stade Olympique Montpelliérain (1961/62)

## Nationalspieler
Maurice Lafont brachte es zwischen Juni und Oktober 1958 auf lediglich vier Einsätze in der französischen Nationalelf, weil seine Spielposition während der 1950er Jahre fest mit dem Reimser Robert Jonquet besetzt war. Er gehörte zum französischen Aufgebot bei der Weltmeisterschaft in Schweden und debütierte dort aufgrund der im Halbfinale erlittenen schweren Verletzung Jonquets beim abschließenden 6:3 gegen Deutschland, das Frankreich den dritten Platz sicherte. Vier Monate später endete seine Karriere bei den Bleus, und erneut hieß der Gegner Deutschland (2:2 in Colombes).

## Nach der Spielerkarriere
Nach Ende seiner aktiven Karriere trainierte Maurice Lafont unter anderem LB Châteauroux und die AS Cherbourg, bevor er nach Nîmes zurückkehrte; dort betrieb er ein Café und zusätzlich während der Sommermonate eine Strandbar in Le Grau-du-Roi.